# Aleš Bešter
Aleš Bešter, slovenski igralec futsala, * 14. februar 1990, Kranj.

## Klubska kariera
V mladinskih letih - U21 je igral za KMN Ratitovec, potem pa ga je leta 2012 pot vodila v FSK Stripy.
Na polovici sezone 2012/2013 je prejel vabilo kluba FC Litija in ga sprejel, vendar se je pri registraciji za nov klub zapletlo. Pravilnik dovoljuje le dve registraciji v eni sezoni, Bešter pa je bil registriran tudi že pri veliko nogometnem klubu NK Niko Železniki. Odločil se je počakati do konca sezone in se nato pridružiti FC Litiji.
Pred pričetkom sezone 2013/2014 se je na pobudo trenerja Almirja Fetića odločil ostati v Stripy-ju.